# Стефан Христов (футболист, р. 1997)
Стефан Валериев Христов е български футболист, който играе за Спартак (Плевен) като полузащитник. Роден е на 3 ноември 1997 г. Юноша на Септември (София).

## Кариера
Капитан на юношите на Септември (София).

### Спартак Плевен
През лятото на 20 юни 2016 се присъединява към състава на Спартак (Плевен).